# Роказека деи Волши
Роказека деи Волши (итал. Roccasecca dei Volsci) је насеље у Италији у округу Латина, региону Лацио.
Према процени из 2011. у насељу је живело 740 становника. Насеље се налази на надморској висини од 346 м.

## Становништво
Према резултатима пописа становништва 2011. у општини је живело 1.126 становника.
| 1936. | 1951. | 1961. | 1971. | 1981. | 1991. | 2001. | 2011. |
| ----- | ----- | ----- | ----- | ----- | ----- | ----- | ----- |
| 1.192 | 1.320 | 1.263 | 1.194 | 1.136 | 1.201 | 1.201 | 1.126 |

## Партнерски градови
- Saint-Romans